# Associação Atlética Portuguesa Santista
Maillots
L'Associação Atlética Portuguesa Santista est un club brésilien de football basé à Santos dans l'État de São Paulo.
C'est le club formateur du footballeur brésilien Neymar.

## Palmarès
- Championnat Paulista - Série A2 (4)
  - Champion : 1932, 1933, 1934, 1964